# グレッグ・イーガン
グレッグ・イーガン（Greg Egan, 1961年8月20日 – ）は、オーストラリアの小説家、SF作家。パース出身、病院のプログラマーなどを経て、1992年から専業作家として活動している。公の場には姿を現さず、自身の肖像は公開しない覆面作家としての活動を保っている。

## 来歴
出身は、オーストラリア西オーストラリア州のパース。幼少期の頃から科学とSFに興味を持ち、7、8歳の頃には、本を書くこと、映画の製作、何らかの科学者として働くことを人生に費やしたいと考えるようになっていた。行っていた映画の自主製作では、イギリスの脚本家のデイビッド・カンプトンの一幕物の映画化権利を購入したこともあった。
大学まで進学し、西オーストラリア大学で数学の理学士号を取得している。大学を卒業後はシドニーの映画の専門学校へ進学する。しかし自分が映画産業で働く気になれないことを理解し、4週間程度の在学の後に退学する。
その後6か月ほどの仕事の無い期間を経て、1983年からシドニーの病院で、病院付属の施設でプログラマーとして4年半働く。その後1987年末に、パースに戻り、同系列の病院で再度働く。これらの病院で働いた経験については、イーガンは「物理科学を専門としてきたので、医療、生化学の知識を得る良い機会となった」と述べている。この頃からプログラマーの仕事との兼業の形で執筆活動を本格化し出し、1992年からは専業作家として活動している。1983年にオーストラリアで出版されたアンソロジーに収められた「Artifact」が作家デビュー作となっている。
科学小説、SF小説を幼少期から親しみ、10代の初めの頃はアシモフ、クラーク、フィリップ・K・ディック、J・G・バラードなどを読んでいた。特に興味を持ったのは、15歳頃に読んだカート・ヴォネガットとラリー・ニーヴンで、それぞれの著者での特に好きな小説は「スローターハウス5」と「プロテクター」を挙げている。その後10代終わりから20代初めにかけては、ウィリアム・ギャディスやトマス・ピンチョンなどのSF以外の小説を読むようになるが、グレッグ・ベアの「ブラッド・ミュージック」を読み、再びSF小説に惹かれるようになったという。
初期の頃にはSFの他にホラー寄りの作品を執筆していたが、1989年にSF雑誌インターゾーンに掲載された「キューティ」に対して同雑誌編集長であったデイビッド・プリンゲルからの薦めをきっかけに、全面的にSF小説に取り組むようになった。イーガンは「あの小さな後押しが、次のクライヴ・バーカーになろうとするような、もう十年費やそうかという徒労から救ってくれた!」と述べている。

## 作風
ナノテクノロジー、量子論、認知科学、宇宙論、数学等、広範囲な分野を題材としたSF作品を発表している。ハードSFの代表的作家として挙げられることが多い。執筆に当たっては関連分野の学会誌なども参照して執筆を行う。
自作の参考文献として、例えば、『ディアスポラ』では、マーヴィン・ミンスキー、ダニエル・デネット、ルイス・カウフマンの著作を、『万物理論』ではスティーヴン・ワインバーグ、エドワード・サイード、エメ・セゼールの著作をあげている。公の場には出ないが、ネット上では活発に活動し、自身のウェブサイトにおいて科学エッセイや小説、作品解説などを公開している。

## 受賞
ワールドコンでは、ヒューゴー賞 中長編小説部門で、1999年に『祈りの海』で受賞しており、2001年に『オラクル』でノミネートしている。ヒューゴー賞 中編小説部門では、1995年に『繭』、1996年に『ルミナス』、『TAP』、1999年に『プランク・ダイブ』、2000年に『ボーダー・ガード』、2008年に『暗黒整数』、『グローリー』でノミネートしている。
オーストラリアでは、ディトマー賞短編部門で、1989年に『散骨』、1991年に『愛撫』、1993年に『Worthless』、1995年に『チェルノブイリの聖母』、1998年に『しあわせの理由』でノミネートしており、1993年に『ふたりの距離』、1995年に『繭』で受賞している。ディトマー賞長編部門では、1993年に『宇宙消失』、1995年に『順列都市』で受賞している。2000年にも『Teranesia 』で長編部門を受賞したが、イーガン自身がこの受賞を辞退している。
アメリカでは、1995年に『順列都市』でジョン・W・キャンベル記念賞を受賞している。また、1999年に『祈りの海』でローカス賞中長編部門を、『プランク・ダイブ』で2000年に『ボーダー・ガード』でローカス賞中編部門を受賞している。
日本では、2001年に『祈りの海』、2002年に『しあわせの理由』、2003年に『ルミナス』、2010年に『暗黒整数』
、2020年に『不気味の谷』で星雲賞海外短編部門を、2005年に『万物理論』
、2006年に『ディアスポラ』で星雲賞海外長編部門を受賞している。2024年に「堅実性」で星雲賞海外短編部門を受賞。

## 著作

### 長篇
- An Unusual Angle （1983年）
- Quarantine （1992年）　日本語訳『宇宙消失』　山岸真訳、東京創元社〈創元SF文庫〉、1999年。
- Permutation City （1994年）　日本語訳『順列都市』（上・下）　山岸真訳、早川書房〈ハヤカワ文庫SF〉、1999年。
- Distress （1995年）　日本語訳『万物理論』　山岸真訳、東京創元社〈創元SF文庫〉、2004年。
- Diaspora （1997年）　日本語訳『ディアスポラ』　山岸真訳、早川書房〈ハヤカワ文庫SF〉、2005年。
- Teranesia （1999年）[注釈 1]
- Schild’s Ladder （2002年）　日本語訳『シルトの梯子』　山岸真訳、早川書房〈ハヤカワ文庫SF〉、2017年。
- Incandescence (2008年）　日本語訳『白熱光』　山岸真訳、早川書房〈新☆ハヤカワ・SF・シリーズ〉、2013年。2017年にハヤカワ文庫SFより再版。
- Zendegi (2010年)　日本語訳『ゼンデギ』　山岸真訳、早川書房〈ハヤカワ文庫SF〉、2015年。
- 〈直交〉Orthogonal三部作
  - The Clockwork Rocket (2011年)　日本語訳『クロックワーク・ロケット』　山岸真・中村融訳、早川書房〈新☆ハヤカワ・SF・シリーズ〉、2015年。
  - The Eternal Flame (2012年)　日本語訳『エターナル・フレイム』　山岸真・中村融訳、早川書房 〈新☆ハヤカワ・SF・シリーズ〉、2016年。
  - The Arrows of Time (2013年)　日本語訳『アロウズ・オブ・タイム』　山岸真・中村融訳、早川書房 〈新☆ハヤカワ・SF・シリーズ〉、2017年。
- Dichronauts （2017年）
- The Book of All Skies （2021年）

### 短篇

#### 原語短編集
Axiomatic （1995年）
- The Infinite Assassin (1991)
- The Hundred Light-Year Diary (1992)
- Eugene (1990)
- The Caress (1990)
- Blood Sisters (1991)
- Axiomatic (1990)
- The Safe-Deposit Box (1990)
- Seeing (1995)
- A Kidnapping (1995)
- Learning to Be Me (1990)
- The Moat (1991)
- The Walk (1992)
- The Cutie (1989)
- Into Darkness (1992)
- Appropriate Love (1991)
- The Moral Virologist (1990)
- Closer (1992)
- Unstable Orbits in the Space of Lies (1992)

Our Lady of Chernobyl （1995年）
- Chaff (1993)
- Beyond the Whistle Test (1989)
- Transition Dreams (1993)
- Our Lady of Chernobyl (1994)

Luminous （1998年）
- Chaff (1993)
- Mitochondrial Eve (1995)
- Luminous (1995)
- Mister Volition (1995)
- Cocoon (1994)
- Transition Dreams (1993)
- Silver Fire (1995)
- Reasons to Be Cheerful (1997)
- Our Lady of Chernobyl (1994)
- The Planck Dive (1998)

Dark Integers and Other Stories （2008年）
- Luminous (1995)
- Riding the Crocodile (2005)
- Dark Integers (2007)
- Glory (2007)
- Oceanic (1998)

Crystal Nights and Other Stories （2009年）
- Lost Continent (2008)
- Crystal Nights (2008)
- Steve Fever (2007)
- TAP (1995)
- Induction (2007)
- Singleton (2002)
- Oracle (2000)
- Border Guards (1999)
- Hot Rock (2009)

Oceanic （2009年）
- Lost Continent (2008)
- Dark Integers (2007)
- Crystal Nights (2008)
- Steve Fever (2007)
- Induction (2007)
- Singleton (2002)
- Oracle (2000)
- Border Guards (1999)
- Riding the Crocodile (2005)
- Glory (2007)
- Hot Rock (2009)
- Oceanic (1998)

The Best of Greg Egan (2019年)
- Learning to Be Me (1990)
- Axiomatic (1990)
- Appropriate Love (1991)
- Into Darkness (1992)
- Unstable Orbits in the Space of Lies (1992)
- Closer (1992)
- Chaff (1993)
- Luminous (1995)
- Silver Fire (1995)
- Reasons to be Cheerful (1997)
- Oceanic (1998)
- Oracle (2000)
- Singleton (2002)
- Dark Integers (2007)
- Crystal Nights (2008)
- Zero For Conduct (2013)
- Bit Players (2014)
- Uncanny Valley (2017)
- 3-adica (2018)
- Instantiation (2019)

Instantiation (2020年)
- The Discrete Charm of the Turing Machine (2017)
- Zero For Conduct (2013)
- Uncanny Valley (2017)
- Seventh Sight (2014)
- The Nearest (2018)
- Shadow Flock (2014)
- Bit Players (2014)
- Break My Fall (2014)
- 3-adica (2018)
- The Slipway (2019)
- Instantiation (2019)

#### その他の原語短編
- Artifact (1983)
- The Way She Smiles, The Things She Says (1985)
- Tangled Up (1985)
- Mind Vampires (1986)
- Neighbourhood Watch (1987)
- Scatter My Ashes (1988)
- The Extra (1990)
- The Vat (1990)
- In Numbers (1991)
- The Demon's Passage (1991)
- Fidelity (1991)
- Before (1992)
- Dust (1992)
- Worthless (1992)
- Reification Highway (1992)
- Wang's Carpets (1995)
- Yeyuka (1997)
- Only Connect (2000)
- In the Ruins (2013)
- The Four Thousand, The Eight Hundred (2016)
- Phoresis (2018)
- Perihelion Summer (2019)
- This is Not the Way Home (2019)
- Zeitgeber (2019)
- Dispersion (2020)
- You and Whose Army? (2020)
- Light Up the Clouds (2021)
- Sleep and the Soul (2021)
- Ramified (2021)
- Crisis Actors (2022)

#### 日本語短編集
- 『祈りの海』 Oceanic and Other Stories 早川書房〈ハヤカワ文庫SF〉、2000年。 - 日本オリジナル短篇集(早川書房のシリーズ第1弾)（山岸真編訳）
  - 「貸し金庫」The Safe-Deposit Box (1990)
  - 「キューティ」The Cutie (1989)
  - 「ぼくになることを」Learning to Be Me (1990)
  - 「繭」Cocoon (1994)
  - 「百光年ダイアリー」The Hundred Light-Year Diary (1992)
  - 「誘拐」A Kidnapping (1995)
  - 「放浪者の軌道」Unstable Orbits in the Space of Lies (1992)
  - 「ミトコンドリア・イヴ」Mitochondrial Eve (1995)
  - 「無限の暗殺者」The Infinite Assassin (1991)
  - 「イェユーカ」Yeyuka (1997)
  - 「祈りの海」Oceanic (1998)
- 『しあわせの理由』 Reasons to Be Cheerful and Other Stories 早川書房〈ハヤカワ文庫SF〉、2003年。 - 日本オリジナル短篇集(早川書房のシリーズ第2弾)（山岸真編訳）
  - 「適切な愛」Appropriate Love (1991)
  - 「闇の中へ」Into Darkness (1992)
  - 「愛撫」The Caress (1990)
  - 「道徳的ウイルス学者（英語版）」The Moral Virologist (1990)
  - 「移相夢」Transition Dreams (1993)
  - 「チェルノブイリの聖母」Our Lady of Chernobyl (1994)
  - 「ボーダー・ガード」Border Guards (1999)
  - 「血をわけた姉妹」Blood Sisters (1991)
  - 「しあわせの理由」Reasons to be Cheerful (1997)
- 『ひとりっ子』 Singleton and Other Stories 早川書房〈ハヤカワ文庫SF〉、2006年。 - 日本オリジナル短篇集(早川書房のシリーズ第3弾)（山岸真編訳）
  - 「行動原理」Axiomatic (1990)
  - 「真心」Fidelity (1991)
  - 「ルミナス」Luminous (1995)
  - 「決断者」Mister Volition (1995)
  - 「ふたりの距離」Closer (1992)
  - 「オラクル」Oracle (2000)
  - 「ひとりっ子」Singleton (2002)
- 『TAP』 TAP and Other Stories 河出書房新社〈奇想コレクション〉、2008年。 - 日本オリジナル短篇集（山岸真編訳）。2016年に河出文庫より再版。
  - 「新・口笛テスト」Beyond the Whistle Test (1989)
  - 「視覚」Seeing (1995)
  - 「ユージーン」Eugene (1990)
  - 「悪魔の移住」The Demon’s Passage (1991)
  - 「散骨」Scatter My Ashes (1988)
  - 「銀炎」Silver Fire (1995)
  - 「自警団」Neighbourhood Watch (1987)
  - 「要塞」The Moat (1991)
  - 「森の奥」The Walk (1992)
  - 「TAP」TAP (1995)
- 『プランク・ダイヴ』 The Planck Dive and Other Stories 早川書房〈ハヤカワ文庫SF〉、2011年。 - 日本オリジナル短篇集(早川書房のシリーズ第4弾)（山岸真編訳）
  - 「クリスタルの夜」Crystal Nights (2008)
  - 「エキストラ」The Extra (1990)
  - 「暗黒整数」Dark Integers (2007)
  - 「グローリー」Glory (2007)
  - 「ワンの絨毯」Wang's Carpets (1995)
  - 「プランク・ダイヴ」The Planck Dive (1998)
  - 「伝播」Induction (2007)
- 『ビット・プレイヤー』 Bit Players and Other Stories 早川書房〈ハヤカワ文庫SF〉、2019年。 - 日本オリジナル短篇集(早川書房のシリーズ第5弾)（山岸真編訳）
  - 「七色覚」Seventh Sight (2014)
  - 「不気味の谷」Uncanny Valley (2017)
  - 「ビット・プレイヤー」Bit Players (2014)
  - 「失われた大陸」Lost Continent (2008)
  - 「鰐乗り」Riding the Crocodile (2005)
  - 「孤児惑星」Hot Rock (2009)

#### その他の既訳短編
- 「対称（シンメトリー）」 Before (1992)
- 「チャルマーの岩」 Reification Highway (1992)
- 「スティーヴ・フィーヴァー」 Steve Fever (2007)
- 「故郷へのまわり道」 This is Not the Way Home (2019)

### 学術論文
- 「Conic-Helical Orbits of Planets around Binary Stars do not Exist」 Greg Egan arXiv:1510.05345
- 「An Efficient Algorithm for the Riemannian 10j Symbols」 Dan Christensen and Greg Egan arXiv:gr-qc/0110045
- 「Asymptotics of 10j Symbols」 John Baez, Dan Christensen and Greg Egan arXiv:gr-qc/0208010